# Хајнрих Херле
Хајнрих Херле (Келн, 1. септембар 1895 — Келн, 3. јул 1936) био је немачки конструктивистички уметник покрета Нова стварност.

## Биографија
Рођен је 1. септембра 1895. у Келну. Похађао је Школу за уметност и занат у свом родном граду, али је углавном био самоук као уметник. После служења војног рока у Првом светском рату је упознао Франца Вилхелма Зајверта 1919. године и са њим је радио у часопису Ventilator. Заједно са супругом Анђеликом Херле (1899—1923) је постао активан на келнској дадистичкој сцени. Суоснивач је уметничке групе Stupid, а 1920. године је објавио Krüppelmappe (Cripples Portfolio). Његово дело је задржало известан апсурдизам након што је усвојио фигуративни конструктивистички стил под утицајем Владимира Татлина и Ела Лицивког, Фернана Лежеа и Де Стајла. Његове слике представљају фигуре генеричког изгледа, представљене у строгом профилу или у укоченим, фронталним позама. Године 1929. је започео сарадњу са Валтером Стерном на издавању часописа уметничке групе Cologne Progressives. Био је међу многим немачким уметницима чија су дела била осуђена као дегенерична уметност када су нацисти преузели власт 1933. Преминуо је 3. јула 1936. у Келну. Јавне колекције са његовим делима, међу осталих, садржи Музеј Лудвиг.